# Marc'Antonio Pordenon
Marc'Antonio Pordenon   (Pordenone, 1535 (Gregorià) - 1586) fou un llaütista i compositor italià. Era nebot del pintor del mateix nom.
Entrà al servei de la casa Strozzi al voltant de 1571, després fou mestre de capella a l'església de Sant Marc de Pordenone.
Publicà quatre col·leccions de Madrigals a cinc veus i una a quatre (Venècia, 1567, 1567, 1571, 1573 i 1580.